# Renzo Holzer
Renzo Holzer (* 9. März 1952) ist ein ehemaliger Schweizer Eishockeyspieler und -trainer.

## Karriere
Der auf der Position des linken Flügelstürmers agierende Renzo Holzer spielte von 1968 bis 1982 beim SC Bern. Mit den Stadtbernern gewann er vier Mal die Schweizer Meisterschaft, 1974, 1975, 1977 und 1979. In den 1970er-Jahren bildete er eine erfolgreiche Angriffsformation mit Roland Dellsperger und Bruno Wittwer. Insgesamt absolvierte er im Verlauf seiner Laufbahn 845 NLA-Spiele. Seine Trikotnummer 18 wurde vom SC Bern gesperrt.
Nach seinem Karriereende als aktiver Spieler war Holzer als Trainer aktiv und stand 2000 bis 2001 und 2006 bis 2007 beim EHC Rot-Blau Bern-Bümpliz in der 1. Liga, die dritthöchste Ligastufe, hinter der Bande.

### International
Für die Schweiz nahm Holzer auf internationaler Ebene unter anderem an den Olympischen Winterspielen 1976 teil. Im Turnierverlauf lief er in sechs Partien für die Eisgenossen auf und erzielte zwei Tore und drei Torvorlagen. Die Schweiz beendete das Turnier auf dem elften Endrang. Insgesamt absolvierte Holzer 54 Länderspiele für die Schweiz.